# Tour della nazionale maschile di rugby a 15 di Samoa 2001
Nel periodo tra le edizioni della Coppa del Mondo di rugby del 1999 e del 2003, la nazionale samoana di Rugby Union si è recata varie volte in tour oltremare.

## In Nuova Zelanda
un match singolo nel mese di giugno
| Albany 16 giugno 2001 | Nuova Zelanda | 50 – 6 | Samoa |  |

## In Europa
A Novembre invece visitano l'Europa, dove ottengono un successo importante con l'Italia.
| Donnybrook (Dublino) 8 novembre 2001 | Ireland Development XV | 23 – 18 | Samoa XV | Donnybrook Stadium |

| Dublino 11 novembre 2001 | Irlanda | 35 – 8 | Samoa | Lansdowne Road |

| Cambridge 17 novembre 2001 | Università di Cambridge | 29 – 37 | Samoa XV |  |

| L'Aquila 24 novembre 2001 | Italia | 9 – 17 | Samoa | Tommaso Fattori |